# Vjatsjeslav Krasilnikov
Vjatsjeslav Borisovitsj Krasilnikov (Russisch: Вячеслав Борисович Красильников) (Gelendzjik, 28 april 1991) is een Russisch beachvolleyballer. Hij werd in 2019 wereldkampioen nadat hij twee jaar eerder de bronzen medaille behaalde. Hij nam tweemaal deel aan de Olympische Spelen en won daarbij een zilveren medaille.

## Carrière

### 2009 tot en met 2016
Krasilnikov eindigde in 2009 met Artjom Koetsjerenko als vijfde bij de wereldkampioenschappen voor de jeugd in Alanya. In 2012 maakte hij met Roeslan Bykanov in Moskou zijn debuut in de FIVB World Tour. Het duo werd daarnaast vijfde bij de Europese kampioenschappen U23 in Assen. Het jaar daarop eindigde hij met Andrej Bolgov als vijfde bij de WK U23 in Mysłowice. Verder behaalde hij met Aleksej Pastoechov in Anapa met een derde plek zijn eerste podiumplaats in de World Tour. Vanaf augustus 2013 vormde Krasilnikov tot en met 2016 een duo met Konstantin Semjonov en bij hun eerste toernooi in Berlijn behaalden ze de tweede plaats. Het daaropvolgende seizoen speelden ze negen wedstrijden in de World Tour. Het duo werd tweede in Anapa en won in Moskou. Bij de EK in Cagliari bereikten ze de achtste finale waar ze verloren van het Letse duo Aleksandrs Samoilovs en Jānis Šmēdiņš.
In 2015 namen Krasilnikov en Semjonov deel aan tien reguliere FIVB-toernooien met als beste resultaat twee vierde plaatsen in respectievelijk Yokohama en Sotsji. Bij de WK in Nederland bereikte het tweetal de achtste finale waar het werd uitgeschakeld door het Nederlandse duo Reinder Nummerdor en Christiaan Varenhorst. Ook bij de EK in Klagenfurt kwamen ze niet verder dan de achtste finale die ze ditmaal verloren van de Oostenrijkers Clemens Doppler en Alexander Horst. Het jaar daarop werden ze in Biel/Bienne Europese vice-kampioen achter de Italianen Paolo Nicolai en Daniele Lupo. In de World Tour behaalden ze in negen wedstrijden een tweede plaats in Sotsji en een derde plaats in Hamburg. Bij de Olympische Spelen in Rio de Janeiro bereikten Krasilnikov en Semjonov de halve finale die ze verloren van Nicolai en Lupo. In de wedstrijd om het brons waren de Nederlanders Alexander Brouwer en Robert Meeuwsen te sterk, waardoor ze als vierde eindigden.

### 2017 tot en met 2021
Vervolgens vormde Krasilnikov twee seizoenen een team met Nikita Ljamin. In 2017 speelden ze tien reguliere wedstrijden in de World Tour. Ze behaalden de eerste plaats in Kish en Den Haag en eindigden als tweede in Moskou. Bij de WK in Wenen wonnen Krasilnikov en Ljamin de bronzen medaille ten koste van het Nederlandse duo Varenhorst en Maarten van Garderen. Ze kwamen bij de EK in Jūrmala niet verder dan achtste finale tegen het Letse duo Haralds Regža en Mārtiņš Pļaviņš. De World Tour Finals in Hamburg sloten ze eveneens af met een negende plaats. Het seizoen daarop was een tweede plaats in Xiamen het beste resultaat uit acht wedstrijden in de World Tour.
Sinds eind 2018 (seizoen 2019) speelt Krasilnikov samen met Oleg Stojanovski. Het tweetal behaalde bij de acht reguliere World Tour-toernooien enkel toptienplaatsen. In Den Haag en Xiamen werd gewonnen en in Yangzhou en Las Vegas eindigden ze respectievelijk als tweede en derde. In Hamburg wonnen Krasilnikov en Stojanovksi in 2019 de wereldtitel ten koste van de Duitsers Julius Thole en Clemens Wickler. Bij de EK in eigen land kwamen ze niet verder dan de achtste finale waar ze werden uitgeschakeld door het Oostenrijkse duo Martin Ermacora en Moritz Pristauz. Ze sloten het seizoen af met winst bij de World Tour Finals in Rome.
Het jaar daarop werden Krasilnikov en Stojanovski vijfde in Doha en wonnen ze de zilveren medaille bij de EK in Jūrmala achter de Noren Anders Mol en Christian Sørum. In 2021 deed het tweetal in aanloop naar de Spelen in Tokio mee aan zes wedstrijden in de World Tour waarbij zes toptienklasseringen gehaald werden met een derde plaats in Gstaad als beste resultaat. In Tokio bereikten ze de finale van het olympisch toernooi die verloren werd van Mol en Sørum. Bij de EK in Wenen kwam het duo tegen de Spanjaarden Pablo Herrera en Adrián Gavira niet verder dan de achtste finale.

## Palmares
Kampioenschappen
- 2015: 9e WK
- 2016:  EK
- 2016: 4e OS
- 2017:  WK
- 2019:  WK
- 2020:  EK
- 2021:  OS

FIVB World Tour
- 2013:  Anapa Open
- 2013:  Grand Slam Berlijn
- 2014:  Anapa Open
- 2014:  Grand Slam Moskou

- 2016:  Sotsji Open
- 2016:  Hamburg Major
- 2017:  3* Kish
- 2017:  3* Moskou
- 2017:  3* Den Haag
- 2018:  4* Xiamen
- 2018:  4* Yangzhou
- 2018:  4* Las Vegas
- 2019:  4* Den Haag
- 2019:  4* Xiamen
- 2019:  World Tour Finals Rome
- 2021:  4* Gstaad